# Acibenzolar-S-methyl
Acibenzolar-S-methyl, een stof die afgeleid is van acibenzolar, is een plantenactivator. Dat wil zeggen dat de stof de natuurlijke weerstand van planten tegen bacteriële en schimmelziekten stimuleert, maar zelf niet actief is tegen die organismen. Het is dus strikt genomen geen fungicide, daar het de schimmels niet vernietigt.
De stof wordt ingezet voor de bescherming van planten of zaden van onder meer tarwe, gerst, rijst, tabak, en katoen. De stof heeft daarnaast ook een werking als insecticide.
Acibenzolar-S-methyl werd ontwikkeld door Novartis (nu Syngenta), die het in de producten Blockade, BION of Actigard op de markt brengt.

## Regelgeving
In de Europese Unie is acibenzolar-S-methyl toegelaten voor gebruik als plantenactivator. De geldigheidsduur van de toelating liep tot 31 oktober 2011. Het is onder andere door Frankrijk erkend, maar niet door België en Nederland.

## Toxicologie en veiligheid
Acibenzolar-S-methyl is zeer toxisch voor vissen en ongewervelde waterdieren. Het is weinig toxisch voor bijen en vogels.
Het is niet ontvlambaar. De aanvaardbare dagelijkse inname (ADI) is 0,1 mg/kg lichaamsgewicht per dag.